# Phygopoda fugax
Phygopoda fugax là một loài bọ cánh cứng trong họ Cerambycidae.